# 35. Oscar-gála
Az 35. Oscar-gálát, a Filmakadémia díjátadóját 1963. április 8-án tartották meg. A legjobb film az Arábiai Lawrence lett, hét Oscart gyűjtött be. Patty Duke, A csodatevő mellékszereplője lett a legfiatalabb Oscar-díjazott, 16 évesen.

## Kategóriák és jelöltek
A nyertesek félkövérrel jelölve.

### Legjobb film
- Arábiai Lawrence (Lawrence of Arabia) – Horizon-Spiegel-Lean, Columbia – Sam Spiegel
  - Lázadás a Bountyn (Mutiny on the Bounty) – Arcola, Metro-Goldwyn-Mayer – Aaron Rosenberg
  - A leghosszabb nap (The Longest Day) – Zanuck, 20th Century-Fox – Darryl F. Zanuck
  - The Music Man[* 1] – Warner Bros. – Morton DaCosta
  - Ne bántsátok a feketerigót! (To Kill a Mockingbird) – Pakula, Mulligan, Brentwood, U-I – Alan J. Pakula

### Legjobb színész
- Gregory Peck  –  Ne bántsátok a feketerigót! (To Kill a Mockingbird)
  - Burt Lancaster        –  Az alcatrazi ember (Birdman of Alcatraz)
  - Jack Lemmon           –  Míg tart a bor és friss a rózsa (Days of Wine and Roses)
  - Marcello Mastroianni  –  Válás olasz módra (Divorzio all'italiana)
  - Peter O’Toole         –  Arábiai Lawrence (Lawrence of Arabia)

### Legjobb színésznő
- Anne Bancroft  –  A csodatevő (The Miracle Worker)
  - Bette Davis  –  Mi történt Baby Jane-nel? (What Ever Happened to Baby Jane?)
  - Katharine Hepburn  –  Hosszú út az éjszakába (Long Day's Journey Into Night)
  - Geraldine Page  –  Az ifjúság édes madara (Sweet Bird of Youth)
  - Lee Remick  – Míg tart a bor és friss a rózsa (Days of Wine and Roses)

### Legjobb férfi mellékszereplő
- Ed Begley  –  Az ifjúság édes madara (Sweet Bird of Youth)
  - Victor Buono  –  Mi történt Baby Jane-nel? (What Ever Happened to Baby Jane?)
  - Telly Savalas  –  Az alcatrazi ember (Birdman of Alcatraz)
  - Omar Sharif  –  Arábiai Lawrence (Lawrence of Arabia)
  - Terence Stamp  –  Billy Budd

### Legjobb női mellékszereplő
- Patty Duke – A csodatevő (The Miracle Worker)
  - Mary Badham – Ne bántsátok a feketerigót! (To Kill a Mockingbird)
  - Shirley Knight – Az ifjúság édes madara (Sweet Bird of Youth)
  - Angela Lansbury – A mandzsúriai jelölt (The Manchurian Candidate)
  - Thelma Ritter – Az alcatrazi ember (Birdman of Alcatraz)

### Legjobb rendező
- David Lean – Arábiai Lawrence (Lawrence of Arabia)
  - Pietro Germi – Válás olasz módra (Divorzio all'italiana)
  - Robert Mulligan – Ne bántsátok a feketerigót! (To Kill a Mockingbird)
  - Arthur Penn – A csodatevő (The Miracle Worker)
  - Frank Perry – David és Lisa (David and Lisa)

### Legjobb eredeti történet
- Válás olasz módra (Divorzio all'italiana) – Ennio de Concini, Pietro Germi, Alfredo Giannetti
  - Freud – Charles Kaufman, Wolfgang Reinhardt
  - Tavaly Marienbadban (L'Année dernière à Marienbad) – Alain Robbe-Grillet
  - Egy kis ravaszság (That Touch of Mink) – Stanley Shapiro, Nate Monaster
  - Tükör által homályosan (Såsom i en spegel) – Ingmar Bergman

### Legjobb adaptált forgatókönyv
- Ne bántsátok a feketerigót! (To Kill a Mockingbird) – Horton Foote forgatókönyve Harper Lee regénye alapján
  - David és Lisa (David and Lisa) – Eleanor Perry forgatókönyve Theodore Isaac Rubin regénye alapján
  - Arábiai Lawrence (Lawrence of Arabia) – Robert Bolt, Michael Wilson forgatókönyve T. E. Lawrence írása alapján
  - Lolita – Vladimir Nabokov saját regénye alapján
  - A csodatevő (The Miracle Worker) – William Gibson saját színműve alapján

### Legjobb operatőr
- Jean Bourgoin és Walter Wottitz– A leghosszabb nap (The Longest Day) (ff)
  - Az alcatrazi ember (Birdman of Alcatraz) – Burnett Guffey
  - Ne bántsátok a feketerigót! (To Kill a Mockingbird) – Russell Harlan
  - Ketten a hintán (Two for the Seesaw) – Ted D. McCord
  - Mi történt Baby Jane-nel? (What Ever Happened to Baby Jane?) – Ernest Haller

- Freddie Young– Arábiai Lawrence (Lawrence of Arabia) (színes)
  - Gypsy – Harry Stradling
  - Állatfogó kommandó (Hatari!) – Russell Harlan
  - Lázadás a Bountyn (Mutiny on the Bounty) – Robert Surtees
  - Igaz mese a Grimm testvérekről (The Wonderful World of the Brothers Grimm)  – Paul C. Vogel

### Látványtervezés és díszlet
Fekete-fehér filmek
- Alexander Golitzen, Henry Bumstead, Oliver Emert – Ne bántsátok a feketerigót! (To Kill a Mockingbird)
  - Joseph Wright, George James Hopkins – Míg tart a bor és friss a rózsa (Days of Wine and Roses)
  - Ted Haworth, Léon Barsacq, Vincent Korda, Gabriel Bechir – A leghosszabb nap (The Longest Day)
  - George Davis, Edward Carfagno, Henry Grace, Dick Pefferle – Period of Adjustment[* 2]
  - Hal Pereira, Roland Anderson, Samuel M. Comer, Frank R. McKelvy – The Pigeon That Took Rome

Színes filmek
- John Box, John Stoll, Dario Simoni – Arábiai Lawrence (Lawrence of Arabia)
  - Paul Groesse, George James Hopkins – The Music Man
  - George Davis, J. McMillan Johnson, Henry Grace, Hugh Hunt – Lázadás a Bountyn (Mutiny on the Bounty)
  - Alexander Golitzen, Robert Clatworthy, George Milo – Egy kis ravaszság (That Touch of Mink)
  - George Davis, Edward Carfagno, Henry Grace, Dick Pefferle – Igaz mese a Grimm testvérekről (The Wonderful World of the Brothers Grimm)

### Legjobb vágás
- Arábiai Lawrence (Lawrence of Arabia) – Anne Coates
  - A leghosszabb nap (The Longest Day) – Samuel E. Beetley
  - A mandzsúriai jelölt (The Manchurian Candidate) – Ferris Webster
  - The Music Man – William Ziegler
  - Lázadás a Bountyn (Mutiny on the Bounty) – John McSweeney, Jr.

### Legjobb vizuális effektus
- A leghosszabb nap (The Longest Day) – Robert MacDonald
  - Lázadás a Bountyn (Mutiny on the Bounty) – A. Arnold Gillespie

### Legjobb idegen nyelvű film
- Les dimanches de ville d'Avray (Sundays and Cybele)[* 3] (Franciaország) – Fidès, Les Films Trocadero, Orsay Films, Terra Film – Romain Pinès producer – Serge Bourguignon rendező
  - Elektra (Ηλέκτρα/Iléktra/Electra) (Görögország) – Finos Film, JN Film – Mihálisz Kakojánisz producer és rendező
  - Fogadalom (O pagador de promessas/The Keeper of Promises/The Given Word) (Brazília) – Cinedistri, Produções Francisco de Castro – Francisco de Castro, Anselmo Duarte, Oswaldo Massaini producerek – Anselmo Duarte rendező
  - Nápoly négy napja (Le quattro giornate di Napoli/The Four Days of Naples) (Olaszország) – Metro, Titanus – Goffredo Lombardo producer – Nanni Loy rendező
  - Tlayucan (Tlayucan/The Pearl of Tlayucan) (Mexikó) – production Co. and producer – Luis Alcoriza rendező

### Legjobb filmzene

#### Filmzene, túlnyomórészt eredeti
- Arábiai Lawrence (Lawrence of Arabia) – Maurice Jarre
  - Freud – Jerry Goldsmith
  - Lázadás a Bountyn (Mutiny on the Bounty) – Bronisław Kaper
  - Taras Bulba – Franz Waxman
  - Ne bántsátok a feketerigót! (To Kill a Mockingbird) – Elmer Bernstein

#### Filmzene – adaptáció vagy feldolgozás
- The Music Man – Ray Heindorf
  - Jumbo (Billy Rose's Jumbo) – Georgie Stoll
  - Gigot – Michel Magne
  - Gypsy – Frank Perkins
  - Igaz mese a Grimm testvérekről (The Wonderful World of the Brothers Grimm) – Leigh Harline

## Statisztika

### Egynél több jelöléssel bíró filmek
- 10 : Arábiai Lawrence (Lawrence of Arabia)
- 8 : Ne bántsátok a feketerigót (To Kill a Mockingbird)
- 7 : Lázadás a Bountyn (Mutiny on the Bounty)
- 6 : The Music Man
- 5 : Míg tart a bor és friss a rózsa (Days of Wine and Roses), A leghosszabb nap (The Longest Day), A csodatevő (The Miracle Worker), Mi történt Baby Jane-nel?  (What Ever Happened to Baby Jane?)
- 4 : Az alcatrazi ember (Birdman of Alcatraz), Igaz mese a Grimm testvérekről (The Wonderful World of the Brothers Grimm)
- 3 : Válás olasz módra (Divorzio all'italiana/Divorce, Italian Style), Gypsy, Az ifjúság édes madara (Sweet Bird of Youth), Egy kis ravaszság (That Touch of Mink)
- 2 : A mandzsúriai jelölt (The Manchurian Candidate), Bon Voyage!, David és Lisa (David and Lisa), Freud, Ketten a hintán (Two for the Seesaw)

### Egynél több díjjal bíró filmek
- 7 : Arábiai Lawrence (Lawrence of Arabia)
- 3 : Ne bántsátok a feketerigót (To Kill a Mockingbird)
- 2 : A leghosszabb nap (The Longest Day), A csodatevő (The Miracle Worker)